# Drapelul Israelului
Steagul Statului Israel (în ebraică: דגל ישראל,Degel Yisrael, arabă: علم إسرائيل) a fost adoptat în 28 octombrie 1948, la cinci luni după înființarea țării.  Acesta prezintă o Stea a lui David albastră pe un font alb, situată între două linii orizontale albastre. Culoarea albastră reprezintă albastrul închis al cerului și poate fi diferită de la steag la steag. Steagul a fost desenat pentru Mișcarea Sionistă în 1891. Desenul inițial reamintește de Tallit, șalul de rugăciune evreiesc, care este alb și are linii albastre. Hexagrama din centrul este Steaua lui David. A devenit un simbol al evreilor din Praga medievală și a fost adoptat la Primul Congres Sionist din 1897.
În 2007, un steag israelian măsurând 660 pe 100 de metri și cântărind 5.2 tone a fost desfăcut lângă fortăreața evreiască antică de la Masada, doborând recordul mondial pentru cel mai mare drapel. De atunci, acest record a fost depășit de mai multe ori.